# 米基·美連奴
米基·美連奴·扎貢（西班牙語：Mikel Merino Zazón，西班牙語發音：[ˈmikel meˈɾino]，1996年6月22日—）是一名西班牙足球運動員，司職正中場、防守中場。現效力英超球會阿仙奴。他也是西班牙國家足球隊隊員。

## 俱樂部生涯
2017年7月，美連奴以租借的方式加盟紐卡素，租借期為一個賽季。球隊同意了一項條款，根據出場次數，他們有義務永久簽下該名球員。10月13日，這項條款被援引，美連奴同意簽下一份為期五年的合約。
美連奴於2018年7月12日回到西班牙，與皇家社會簽下一份為期五年的合約。

## 國家隊生涯
2024年6月，美連奴入选西班牙队参加2024年德国舉行的欧洲國家盃。在西班牙击败德國的八強比赛中，美連奴頂入制胜球。

## 榮譽

### 俱樂部
皇家社會
- 西班牙國王盃冠軍：2019–20賽季[2]

### 國家隊
西班牙U21
- U21歐洲國家盃冠軍：2019年[3]

西班牙
- 歐洲足協國家聯賽冠軍：2022–23年[4]
- 欧洲足球锦标赛冠軍：2024年[5]

## 外部連結
- Osasuna official profile （页面存档备份，存于） （西班牙語）
- 米基·美連奴在BDFutbol中的档案
- Soccerway資料庫：米基·美連奴